# Оксамит

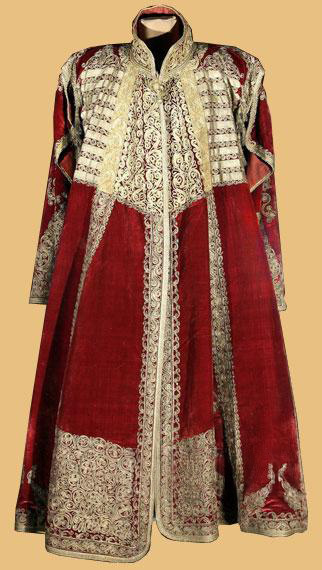
Оксамитовий каптан

Оксами́т (д.-рус. аксамитъ, оксамитъ < дав.-гр. ἑξάμιτον), рідше ба́рхат (нім. Barchent) — тканина з натурального шовку або хімічного волокна з густим розрізним ворсом на лицьовому боці. Довжина ворсу — звичайно 1—2 мм.
Основа оксамиту, як правило, бавовняна. Оксамит використовують для пошиття одягу, для оздоблення та з декоративною метою.

## Класифікація
- Плюш — осно́вний оксамит з високим ворсом (2,2 мм). Ворс формують нитки основи.
- Вельвет — утоковий оксамит, або напівоксамит. Ворс утворюють нитки утоку.

## У світі
Оксамит — одна з найдавніших тканин — походить з Індії, був поширений у Китаї, з Середньовіччя — у Західній Європі, зокрема вироблявся у Італії.
В Україні оксамит відомий з часів Київської Русі, тканини з цього матеріалу згадуються у «Слові о полку Ігоревім»:
|  | ...помчали красні дівки половецькі, а з ними злато, і паволоки, і дорогі оксамити... Оригінальний текст (давньоруська) ...помчаша красныя дѣвкы половецкыя, а съ ними злато, и паволокы, и драгыя оксамиты... |